# Wrexham Association Football Club
O Wrexham Association Football Club (em galês: Clwb Pêl-droed Wrecsam) é um clube de futebol da cidade de Wrexham, no País de Gales. Fundado em 1864, é o clube mais antigo do País de Gales e o terceiro mais antigo do mundo. O time joga na EFL Championship, o equivalente à 2ª divisão do sistema de futebol inglês. O clube joga suas partidas no Racecourse Ground, fundado em 1807 e com capacidade de 10.500 torcedores.
O clube participou inicialmente de competições amistosas, ingressando pela primeira vez na liga inglesa em 1890. Eles conquistaram quatro títulos combinados e dois títulos da Liga Sênior de Gales. Após inúmeros rebaixamentos e promoções, alcançaram a Segunda Divisão do futebol inglês pela primeira vez, depois de conquistar o título da Terceira Divisão na temporada de 1977–78.
Após o sucesso na temporada de 1978, o clube sofreu com dois rebaixamentos sucessivos, e, com isso, voltou a disputar a Quarta Divisão em 1983, ficando até a temporada de 1992–93, quando conseguiram subir novamente de divisão. Após diversos problemas, foram rebaixados novamente em 2002, vindo a subir novamente na temporada seguinte. No novo século, o clube enfrentou crises financeiras e insucesso no futebol, tendo sua existência ameaçada. Na temporada de 2020–21, o Wrexham teve problemas para pagar salários e contas, e houve preocupações sobre sua sobrevivência. Alguns fatores que levaram a essa crise foram a falta de receita devido a restrições de COVID-19 e a dificuldade de atrair investimentos. Torcedores arrecadaram grandes quantias de dinheiro a fim de que o clube não desaparecesse. Em 2021, após enfrentar dificuldades financeiras, o clube foi adquirido por Rob McElhenney e Ryan Reynolds. A aquisição pelos dois famosos salvou o clube e trouxe recursos financeiros para serem investidos no time e em sua infraestrutura. Desde então, o clube experimentou aumento de sua torcida ao redor do mundo, além de ter melhorado sua situação financeira.
Em 2022, foi lançada a série documental Bem-Vindos ao Wrexham, que documenta os eventos do clube de futebol galês contados pelos proprietários do clube, Rob McElhenney e Ryan Reynolds. A série segue a jornada dos dois empresários como proprietários do clube e seus esforços para revitalizar o time e a cidade de Wrexham. A série também aborda desafios e questões enfrentados pelos novos proprietários, incluindo o gerenciamento de uma equipe de futebol, a promoção do clube e a integração com a comunidade local. A série foi elogiada por sua abordagem engraçada e autêntica da cultura do futebol.

## História

### 1864–1905
O clube foi criado em outubro de 1864 por membros do Clube de Críquete de Wrexham que queriam uma atividade esportiva para os meses de inverno. O primeiro jogo foi disputado em 22 de outubro de 1864 no Campo de Críquete do Condado de Denbighshire contra o Corpo de Bombeiros do Príncipe de Gales.
Como as regras do futebol ainda eram diferentes na época, os primeiros jogos apresentavam equipes com até 17, 16 e 15 jogadores de cada lado, dependendo da região que se jogava. Nestes primeiros anos, o Wrexham foi o líder de uma campanha para restringir as equipes a ter apenas 11 jogadores em campo. Em 1876, a recém-formada Associação de Futebol do País de Gales jogou sua primeira partida internacional, contra a Escócia.
Na temporada de 1877–1878, a FAW (Liga de futebol do país de Gales na época) inaugurou a competição Copa do País de Gales, semelhante a inglesas FA Cup. A primeira final da Copa do País de Gales foi jogada em Acton Park. O Wrexham chegou à final da primeira competição, onde derrotou o Druidas F.C. por 1–0. Por falta de dinheiro da FAW, o Wrexham não recebeu seu troféu até o ano seguinte. Na próxima década, o Wrexham jogaria principalmente amistosos contra a rivais galeses e ingleses, com a Copa do País de Gales tomando a maior parte de seu calendário.
Em 1883, o Wrexham apareceu pela primeira vez na FA Cup. Foi eliminado na segunda rodada da competição onde foram derrotados por 4–3 em casa pelo Oswestry.
Em 1890, o clube ingressou na liga conhecida como "A combinação", jogando sua primeira partida contra o Gorton Villa, em 6 de setembro de 1890, com Arthur Lea marcando o único gol de Wrexham em uma derrota de 5–1. Lea tinha apenas um braço, assim como o colega James Roberts.

### 1905–1960
O clube permaneceu na liga Combinada até 1905 quando conseguiu vencer a liga quatro vezes. Após várias tentativas mal sucedidas, Wrexham foi finalmente aceito para a Liga de Birmingham e Distrito a tempo do início da temporada de 1905–06. O primeiro jogo de Wrexham nesta liga foi em casa contra Kidderminster Harriers no Hipódromo, 2.000 (dois) mil espectadores testemunharam o Wrexham vencer a partida por 2x1. O clube terminou em sexto na primeira temporada nesta liga.
Durante seu período na Liga de Birmingham e Distrito, Wrexham Football Club venceu a Copa do País de Gales seis vezes, em 1908–1909, 1909–1910, 1910–1911, 1913–1914, 1914–1921. Eles também alcançaram a Primeira Rodada apropriada da FA Cup pela segunda vez na temporada de 1908–09, antes de perder uma partida de repetição por 1–2 para o Exeter City na prorrogação.
Em 1921, o Wrexham foi eleito para a recém-formada Terceira Divisão Norte da Liga de Futebol. O primeiro jogo da Liga foi contra Hartlepools United, no Hipódromo (antigo estádo do clube), na frente de 8 mil espectadores. Jogando com camisas azuis, o Wrexham foi derrotado por 2–0. Na semana seguinte à derrota, o Wrexham viajou para o norte para jogar novamente com o Hartlepools conseguindo vencê-los por 1–0, em uma vitória suada.
Foi nessa temporada em particular que Wrexham alcançou muitos de "seus primeiros recordes" na história do clube, como quando Ted Regan marcou o primeiro hat-trick, e também Brian Simpson se tornou o primeiro jogador do Wrexham a ser expulso em um jogo da Liga de Futebol quando recebeu ordem do campo de jogo contra Southport em janeiro de 1922. Charlie Hewitt foi o primeiro técnico do clube durante esse período.
Durante a Segunda Guerra Mundial, quando longas viagens pela cidade eram impossíveis devido à guerra, Wrexham jogou no Liga Regional Oeste contra equipes locais de Merseyside e Manchester, entre outros na região noroeste. A posição de Wrexham como uma cidade do quartel significava que a equipe poderia garantir os serviços de muitos jogadores e convidados famosos.
Na primeira temporada pós-guerra, o Wrexham igualou sua melhor posição de sempre quando terminou em terceiro na Terceira Divisão Norte. No verão de 1949, o clube fez sua primeira turnê no exterior quando jogou três jogos contra o exército britânico na Alemanha.
O clube chegou à quarta rodada da FA Cup na temporada 1956–57, onde jogou contra o Manchester United e Busby Babes diante de uma multidão de 34.445 pessoas no Hipódromo, que ainda permanece um recorde do clube. A derrota por 5–0 não estragou a ocasião para o grande público doméstico, e mais tarde naquela temporada Wrexham conseguiu vencer a Copa do País de Gales pela primeira vez em 26 anos.

### 1960–1970
Em 1960, o clube foi rebaixado para a divisão mais baixa pela primeira vez em sua história e caiu na recém criada Quarta Divisão. Mas seus desempenhos melhoraram após a nomeação de Ken Barnes como jogador-gerente. Ele levou o Wrexham à promoção para a terceira divisão em sua primeira temporada no comando e foi um dos responsáveis pela goleada de 10–1 no Hartlepool United, que ainda é um recorde do clube. Dois anos após sua promoção, o Wrexham foi rebaixado para a Quarta Divisão novamente.

### 1970–1982
Com os clubes galeses agora capazes de se qualificar para o Taça dos Vencedores das Taças da Europa ao vencer a Copa do País de Gales, o Wrexham jogou sua partida inaugural na Europa contra o  FC Zurich, na Suíça, em 13 de setembro de 1972, e o jogo terminou em 1–1. Na partida de volta, o Wrexham venceu por 2–1, avançando para a segunda rodada com uma vitória de 3–2 no agregado. A segunda rodada levou o Wrexham contra o iugoslavo Hajduk Split. Ao longo de dois jogos, o placar terminou 3–3 no no agregado, com o Wrexham eliminado da competição devido à regra de gols fora.
Na temporada 1975–76, comandados por Eddie May, o time surpreendeu novamente o mundo do futebol ao chegar às quartas de final dos Taça dos Vencedores das Taças da Europa, vencendo vários adversários de alta qualidade. Na primeira rodada, o Wrexham venceu o time sueco Djurgårdens IF por 3–2 no agregado. Eles então conseguiram vencer o time polonês Stal Rzeszow por 3–1 e contra o campeão belga Anderlecht nas quartas de final, perdendo por 2–1 para os eventuais vencedores da competição.

### 1982–1992
No verão de 1982, Bobby Roberts foi nomeado novo gerente do clube. O rebaixamento significou problemas financeiros graves, resultando na venda de muitos dos jogadores mais experientes e talentosos. Frank Carrdus, Ian Edwards, Mick Vinter e Wayne Cegieski já haviam saído durante o verão, seguidos por Steve Fox, Joey Jones, Dixie McNeil e Billy Ronson. O Wrexham foi rebaixado novamente para a 4ª divisão. A situação do clube continuou na temporada seguinte, e apenas a diferença de gols impediu o time de ser forçado a ser rebaixado novamente na liga.
Na temporada de 1984-–85, o Wrexham enfrentou o FC Porto na competição europeia. O Wrexham venceu em casa com uma vitória de 1–0, mas na segunda partida o Porto mostrou sua classe e venceu 3–0 após 38 minutos do primeiro tempo. No entanto, o Wrexham recuperou os gols e o jogo terminou em 4–4, com o clube inglês avançando pela quantidade de gols marcados fora de casa. O sorteio da segunda rodada emparelhou Wrexham com o time italiano AS Roma. O Wrexham perdeu por 3–0 nas duas partidas que jogou. O desempenho na liga foi ainda pior do que no ano anterior e, quando Bobby Roberts foi finalmente demitido, o time estava na última posição da liga.
Dixie McNeil oi nomeado gerente interino e renovou o clube, com o Wrexham vencendo 7 de 10 jogos e terminando confortavelmente sem ser rebaixado, o que lhe rendeu o emprego permanente naquele verão. Na sua primeira temporada como gerente, a equipe terminou na posição intermediária em uma temporada média, mas venceu a final da Copa do País de Gales contra o Kidderminster Harriers por 3–2 (1985–86). Ainda em 1986, o Wrexham retornou ao futebol europeu com um empate na primeira rodada contra o time maltês FC Zurrieq, a quem venceu por 7–0 no total, garantindo um empate na segunda rodada contra o Saragoça Real, de 2–2 no total, sendo eliminado com base no gol fora de casa.
Na temporada de 1991–92, o Wrexham ainda encontrava-se em um estado financeiro ruim, enquanto continuava lutando em campo. Com o clube eliminado da Copa da Liga Inglesa e lutando contra o rebaixamento, focou na FA Cup para manter a temporada viva. Tendo batido Telford United e Winsford United, o clube foi jogar contra o campeão da Primeira Divisão da temporada anterior, o Arsenal. O Wrexham produziu uma de suas noites mais memoráveis ao bater o Arsenal por 2–1. Perderam na rodada seguinte para West Ham por 1–0 na partida de volta após o primeiro jogo ter terminado 2–2.

### 2000–2020
No início do século XXI, o clube estava cheio de muitos problemas fora de campo, com o presidente, Alex Hamilton, tentando despejar o clube do estádio para que ele pudesse usá-lo e vendê-lo para seus próprios fins – a saga envolveu a venda do Racecourse Ground para uma empresa de propriedade de Hamilton. No verão de 2004, Hamilton notificou o clube para deixar o estádio dentro de um prazo de 1 ano.
Os torcedores do clube desenvolveram uma afinidade com os fãs do Brighton & Albion, que conseguiram depor com sucesso o presidente Hamilton, e manter o controle do estádio depois que ele vendeu o terreno nas mesmas circunstâncias. Em 3 de dezembro de 2004, o clube foi colocado em administração financeira pelo Supremo Tribunal em Manchester, com o clube devendo £ 2.600.000, incluindo £ 800.000 para a Receita Federal em impostos não pagos. O Wrexham se tornou o primeiro clube da Liga a sofrer uma perda de dez pontos sob a nova regra, que punia times devedores.
Apesar de seus problemas financeiros, O Wrexham venceu na temporada 2004–05 o Troféu da Liga de Futebol, derrotando o Southend United por 2–0 na prorrogação, na primeira aparição do Wrexham no Millennium Stadium em Cardiff.
Em outubro de 2005, o Supremo Tribunal de Birmingham decidiu que a empresa CrucialMove, de Alex Hamilton, havia adquirido indevidamente a propriedade do terreno e a decisão foi contra ele. Hamilton levou o julgamento ao Tribunal de Apelação de Londres, que decidiu em 14 de março de 2006 que o estádio deveria permanecer nas mãos dos administradores do clube. Em 30 de abril de 2006, os administradores chegaram a um acordo com o revendedor local de automóveis Neville Dickens, sujeito a acordo dos acionistas e credores, para Dickens assumir o controle do clube e de todos os seus ativos.

### 2020–presente: Novos proprietários
Em novembro de 2020, o ator canadense Ryan Reynolds e o ator americano Rob McElhenney, através da RR McReynolds Company LLC, iniciam as negociações para aquisição do clube. O acordo recebeu o apoio de 98,6% dos dois mil membros votantes do Wrexham Supporters Trust e foi concluído em fevereiro de 2021. O clube foi incluído nos jogos FIFA 22 e FIFA 23 como parte dos times "Resto do Mundo", tornando-se o primeiro clube da National League a ter tal destaque. Na temporada 2021–22, o Wrexham terminou em 2º colocado antes de perder a semifinal do play-off por 5–4 para o Grimsby Town. A equipe também chegou à final do FA Trophy perdendo por 1–0 para Bromley em Wembley Stadium. Após a aquisição, uma série documental chamada Welcome to Wrexham foi anunciada pela FX. A série estreou em 24 de agosto de 2022 no FX on Hulu nos EUA, seguida de um lançamento em Disney + no Reino Unido e na Irlanda. Na América Latina, a série foi lançada na plataforma Star+.
Durante a temporada 2022–23, o Wrexham avançou para a 4ª rodada da FA Cup, se tornando a primeira equipe participante da quinta divisão inglesa a conseguir este feito. Os Red Dragons acabaram eliminados pelo Sheffield United na partida de volta por 3–1. Na National League, o Wrexham rivalizou com o Notts County pela disputa da liderança da liga, com as duas equipes ultrapassando os 100 pontos, algo inédito nesta competição. No jogo de volta entre as duas equipes, o Wrexham saiu vitorioso após uma acirrada partida finalizada em 3–2, conquistando uma importante vantagem de 3 pontos sobre o rival na reta final do campeonato. No dia 22 de abril de 2023, o Wrexham assegurou com uma rodada de antecedência o título da National League vencendo o Boreham Wood em casa por 3–1, sendo o gramado do Racecourse Ground tomado pelos torcedores após o apito final. Com a conquista da liga, o clube garantiu a promoção para a Football League Two, a quarta divisão inglesa, e o retorno do clube a uma liga profissional de futebol após 15 anos.
De volta EFL League Two o Wrexham apostou em reforços para a temporada, trazendo o veterano James McClean do Wigan Athletic e o goleiro Arthur Okonkwo por empréstimo do Arsenal FC. O investimento feito tanto no elenco quanto na estrutura do clube tornaram o Wrexham um dos favoritos para chegar à EFL League One. Na 44ª rodada o time assegura mais uma promoção automática após golearem o Forest Green Rovers FC por 6-0, encerrando a temporada 23-24 na 2ª colocação com 88 pontos conquistados. 
O clube experimentou um aumento considerável nas receitas desde a aquisição pela dupla Rob e Ryan. O relatório anual realizado em 2025 revelou uma receita de 26,7 milhões de libras (cerca de R$ 197 milhões) na temporada 2023-24, um crescimento de 155% em relação ao ano anterior, sendo que 52% advieram de fora do Reino Unido, especialmente da América do Norte. O relatório também demonstrou que o sucesso global da série documental Welcome do Wrexham gerou relevante interesse no clube ajudando a impulsionar as receitas.
Na temporada 2024-25, o Wrexham conseguiu mais um feito histórico conquistando seu terceiro acesso consecutivo, após vencer por 3 a 0 o Charlton Athletic em casa, a uma rodada do fim da EFL League One (3ª divisão inglesa). Com isso, o clube sobe para a EFL Championship, a 2ª divisão inglesa, junto com o campeão Birmingham City. 

## Estádio

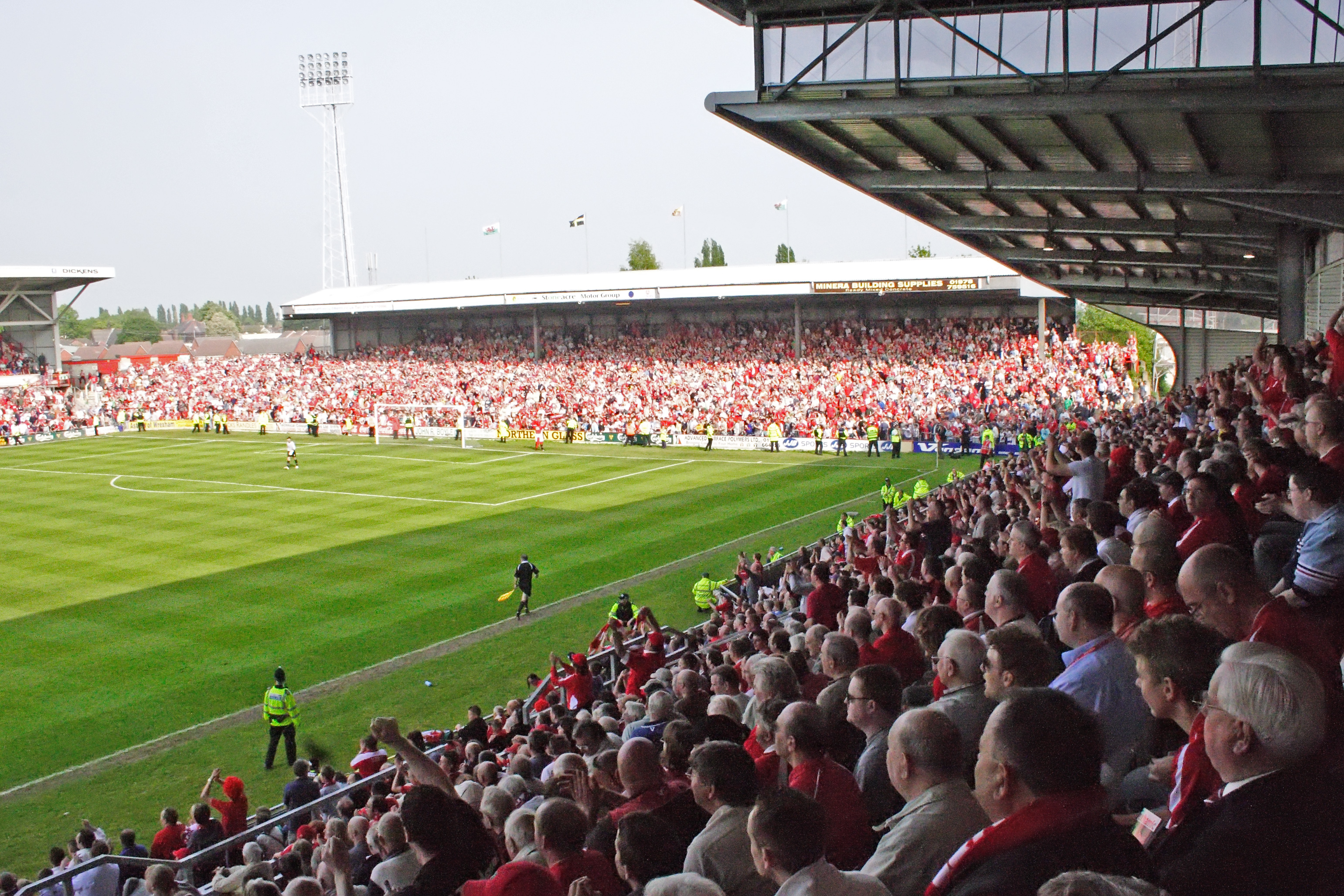
Estádio The Racecourse Ground

Desde 1864, o Wrexham manda seus jogos no Racecourse Ground, situado na Mold Road, que é a principal estrada de Wrexham. O estádio fica em frente à área residencial de Maesgwyn, situada entre Universidade Glyndŵr e Estação ferroviária de Wrexham. Em agosto de 2011, a Universidade Glyndŵr comprou o estádio e as instalações de treinamento do clube em Gresford, adicionando seu nome ao estádio, tornando-se Estádio do Hipódromo da Universidade Glyndŵr. Posteriormente, em 2016, o Wrexham Supporters Trust garantiu um contrato de arrendamento de 99 anos no local, e o nome voltou a ser Racecourse Ground. A capacidade é de 10.500 torcedores.
Em junho de 2022, o Wrexham comprou o terreno livre do Hipódromo da Universidade e começou uma reforma no estádio.

## Títulos
| Nacionais | Nacionais               | Nacionais | Nacionais |
| Troféu    | Competição              | Títulos   | Temporadas |
| --------- | ----------------------- | --------- | --- |
|           | League One              | 1         | 1977-78 |
|           | National League         | 1         | 2022-23 |
|           | Liga de Futebol Inglesa | 1         | 2004-05 |
|           | FA Trophy               | 1         | 2012-13 |
|           | League North Cup        | 1         | 1943-44 |
|           | The Combination         | 4         | 1900–01, 1901–02, 1902–03, 1904–05 |
|           | Welsh Senior League     | 2         | 1894–95, 1895–96 |
|           | Copa de Gales           | 23        | 1878, 1883, 1893, 1897, 1903, 1905, 1909, 1910, 1911, 1914, 1915, 1921, 1924, 1925, 1931, 1957, 1958, 1960, 1972, 1975, 1978, 1986, 1995 |
|           | FAW Premier Cup         | 5         | 1998, 2000, 2001, 2003, 2004 |
| TOTAL     |                         |           | |
|           | Títulos oficiais        | 39        | 39 Nacionais (Inglaterra: 9 / País de Gales: 30)                                                                                         |

## Elenco
Última atualização: 01 de agosto de 2025
Legenda
- : Capitão
- : Jogador lesionado/contundido

## Uniformes

### 1º Uniforme
| 2019–2020 | 2018–2019 | 2017–2018 | 2016–2017 | 2015–2016 | 2014–2015 | 2013–2014 | 2012–2013 | 2011–2012 | 2010–2011 |

### 2º Uniforme
| 2019–2020 | 2018–2019 | 2017–2018 | 2016–2017 | 2015–2016 | 2014–2015 | 2013–2014 | 2012–2013 | 2011–2012 | 2010–2011 |

### 3º Uniforme
| 2019–2020 | 2018–2019 | 2017–2018 | 2016–2017 |  |  |  |  |  |  |  |  |  |  |  |  |  |  |  |  |  |  |  |  |  |  |  |  |  |  | 2014–2015 |  |  |  |  |  |  |  |  |  |  |  |  |  |  |  |  |  |  |  |  |  |  |  |  |  |  |  |  |  |  |  |  |  |  |  |  |  |  |  |  |  |  |  |  |  |  |  |  |  |  |  |  | 2011–2012 |